# Arabes d'Indonésie

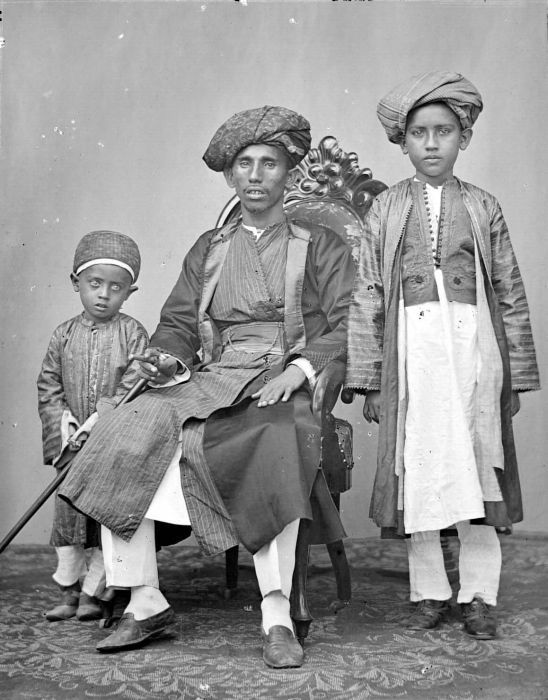
Le chef de la communauté arabe de Tegal (Java central, début du XXe siècle)

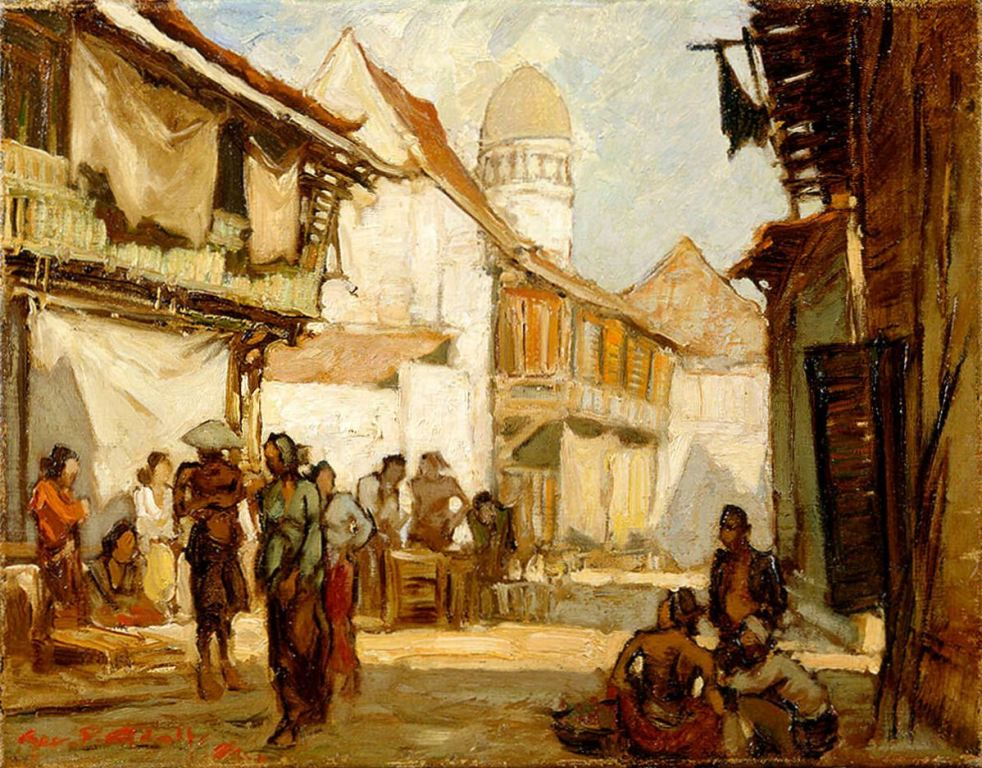
Peinture d'Ampel, le quartier arabe de Surabaya à Java oriental (1934)

Les Indonésiens d'origine arabe sont une des minorités « allochtones » reconnues comme telles dans le pays, aux côtés des Indonésiens d'origine chinoise et indienne.
Il n'existe pas de statistiques fiables en Indonésie concernant l'ethnicité. Pas plus que les Indonésiens d'origine chinoise ou indienne, on ne peut donc dire que ceux d'origine arabe forment un groupe clairement distinct, ni ethniquement, ni géographiquement. Tout au plus constate-t-on que des familles indonésiennes se présentent comme d'origine arabe. On les reconnaît notamment à l'usage qu'elles font d'un patronyme, pratique peu courante chez la majorité des Indonésiens « de souche ».
De nombreux Indonésiens musulmans portent un nom arabe, sans qu'ils soient pour autant d'origine arabe. Un exemple est l'ex-président Abdurrahman Wahid, surnommé Gus Dur, qui se réclame d'ancêtres chinois. Selon la tradition javanaise, l'islam a été introduit à Java par des Chinois, ce qu'illustre le mythe des Wali Sanga, les « Neuf Saints » qui y ont diffusé cette religion. 
Passant plusieurs fois à Java de 1405 à 1433, l'amiral chinois musulman Zheng He constate la présence de communautés chinoises dans les ports de l'île, dont une partie est musulmane. Demak, le premier royaume musulman attesté de Java, a été fondé à la fin du XVe siècle par un Chinois musulman du nom de Cek Ko Po. Zheng He est l'objet d'un véritable culte à Java, au point que des Chinois musulmans de Surabaya ont inauguré en 2007 une mosquée portant son nom. Pour les Javanais, l'histoire de l'islam est liée à la Chine.
À Sumatra et dans le monde malais, l'islam serait liée à des marchands originaires d'Inde et de Perse. Faisant escale à Perlak dans le nord de Sumatra en 1290, Marco Polo constate que le prince est musulman et qu'il a des conseillers persans. Ce tropisme persan est d'ailleurs illustré par les noms de nombreux sultans du monde malais, qui comportent le titre persan de shah, c'est-à-dire « roi », comme Mahmud Shah de Malacca, royaume fondé par un prince bouddhiste de Palembang à Sumatra, Alauddin Riayat Shah de Johor ou Iskandar Shah d'Aceh.
Les ancêtres de la plupart des Indonésiens d'origine arabe sont venus du Yémen au XIXe siècle[réf. nécessaire].
Parmi les personnalités indonésiennes d'origine arabe, on note deux anciens ministres des Affaires étrangères, Ali Alatas sous l'ex-président Soeharto et Alwi Shihab sous Abdurrahman Wahid, mais aussi Abubakar Ba'asyir, considéré comme le dirigeant spirituel de l'organisation musulmane radicale Jemaah Islamiyah. 

## Célébrités
- Alwi Shihab, ex-ministre des affaires étrangères.
- Atiqah Hasiholan, actrice et mannequin indonésienne.
- Bucek Depp, acteur, aventurier, présentateur et mannequin indonésien.
- Camelia Malik, actrice et chanteuse d'origine yéménite et marocaine.
- Christine Hakim, actrice indonésienne d'origine libanaise.
- Irfan Bachdim, joueur de football.

## Religion
Le tableau suivant présentent la proportion de données religieuses pratiqués par la communauté arabe d'indonésie.
| Religion                      | 2000    |
| Islam                         | 98,27 % |
| Bouddhisme                    | 0,93 %  |
| Protestantisme & Catholicisme | 0,66 %  |
| Hindouisme                    | 0,1 %   |
| Autre                         | 0,1 %   |